# Briareum stechei
Briareum stechei är en korallart som först beskrevs av Kükenthal 1908.  Briareum stechei ingår i släktet Briareum och familjen Briareidae. Inga underarter finns listade i Catalogue of Life.